# Dorothy Round Little
Dorothy Edith Round Little (Dudley, Worcestershire, Inglaterra, 13 de julio de 1908 - Kidderminster, Inglaterra, 12 de noviembre de 1982) fue una tenista inglesa, número uno del mundo. 

## Biografía
Little fue rival de Helen Wills Moody en la final individual de Wimbledon en 1934 y en 1937, en la que Moody no participó y en el Open de Australia en 1935, donde Moody nunca jugó.
Según Arthur Wallis Myers, periodista de The Daily Telegraph y del Daily Mail, Little se mantuvo entre las 10 mejores entre los años 1933 y 1937, alcanzando en una ocasión la primera posición en 1934.
Para Little su fe metodista tuvo un papel relevante en su vida. A pesar de su fama, continuó enseñando en una escuela dominical metodista en Dudley. El 2 de septiembre de 1937 contrajo matrimonio con el Dr. Douglas Leigh Little en la Iglesia Metodista Wesley de Dudley, con la tenista Mary Heeley como dama de honor. Tuvieron dos hijos: Ian (n. 1938) y Patricia (n. 1946). Vivió un tiempo en Canadá entre 1940 y 1944. Su esposo falleció en 1958, y ella murió el 12 de noviembre de 1982 a los 74 años.

## Registro del Grand Slam
- Open de Australia
  - Campeón individual: 1935

- Wimbledon
  - Campeona individual: 1934, 1937
  - Finalista en individual: 1933
  - Campeona en dobles mixtos: 1934, 1935, 1936

- US Open
  - Finalista en dobles femeninos: 1931

## Finales individuales del Grand Slam

### Victorias
| Año  | Campeonato           | Rival en la final    | Resultado     |
| 1934 | Wimbledon            | Helen Hull Jacobs    | 6–2, 5–7, 6–3 |
| 1935 | Abierto de Australia | Nancy Lyle Glover    | 1–6, 6–1, 6–3 |
| 1937 | Wimbledon            | Jadwiga Jędrzejowska | 6–2, 2–6, 7–5 |

### Finalista
| Año  | Campeonato | Rival en el final | Resultado     |
| 1933 | Wimbledon  | Helen Wills Moody | 6–4, 6–8, 6–3 |

## Participaciones en el Grand Slam individual
| Torneo            | 1928  | 1929  | 1930  | 1931  | 1932  | 1933  | 1934  | 1935  | 1936  | 1937  | 1938  | 1939  | Carrera SR |
| ----------------- | ----- | ----- | ----- | ----- | ----- | ----- | ----- | ----- | ----- | ----- | ----- | ----- | ---------- |
| Open de Australia | A     | A     | A     | A     | A     | A     | A     | W     | A     | A     | A     | A     | 1 / 1      |
| Roland Garros     | A     | A     | A     | A     | A     | A     | A     | A     | A     | A     | A     | A     | 0 / 0      |
| Wimbledon         | 1R    | 2R    | 3R    | QF    | QF    | F     | W     | QF    | QF    | W     | A     | 4R    | 2 / 11     |
| US Open           | A     | A     | A     | 3R    | A     | SF    | A     | A     | A     | A     | A     | A     | 0 / 2      |
| SR                | 0 / 1 | 0 / 1 | 0 / 1 | 0 / 2 | 0 / 1 | 0 / 2 | 1 / 1 | 1 / 2 | 0 / 1 | 1 / 1 | 0 / 0 | 0 / 1 | 3 / 14     |

A = No participó en el torneo.
SR = el facto del número de torneos del Grand Slam ganados en relación con la cantidad de Grand Slams jugados.